# Windows Movie Maker
Windows Movie Maker (abans conegut com a Windows Live Movie Maker, el nom en codi de Sundance) era un programari d'edició de vídeo gratuït de Microsoft. Era una part de la suite de programari de Windows Essentials i oferia la capacitat de crear i editar vídeos, així com publicar-hi OneDrive, Facebook, YouTube i Flickr.

## Història

### Llançaments inicials
La primera versió de Windows Movie Maker s'inclou amb Windows Me el 2000, però que no estava disponible en Windows 2000, que va ser llançat mesos abans que Windows ME.
La versió 1.1 va ser inclosa a Windows XP un any més tard, que incloïa el suport per a la creació de DV AVI i WMV en 8 arxius. La versió 2.0 va ser llançat com una actualització gratuïta al novembre de 2002 i afegeix una sèrie de noves característiques. La versió 2.1, una actualització menor, s'inclou en Windows XP Service Pack 2. Movie Maker a Windows XP Media Center Edition 2005 tenia més transicions i suport per a la gravació de DVD.

### Windows Vista
La posterior versió de Movie Maker va ser llançada per part de Windows Vista i - com la majoria dels components de Windows - per sobre de la versió 6.0.6000, igual que el mateix Windows Vista. Incloïa nous efectes i transicions, i suport per al format d'arxiu DVR-MS que Windows Media Center gravava en el televisor. La versió d'alta definició en les edicions Premium i Ultimate de Windows Vista també ha afegit suport per a la captura de videocàmeres HDV. L'assistent de captura també crea arxius de tipus DVR-MS de cintes HDV. No obstant això, la versió Windows Vista de Windows Movie Maker va eliminar el suport per importar vídeo des d'una font de vídeo analògica, com una càmera de vídeo analògica, VCR o d'una càmera web.
Com que els sistemes més antics podrien no ser capaços d'executar la nova versió de Windows Movie Maker, Microsoft va llançar una versió més vella actualitzada 2.6 per a Windows Vista en el Centre de baixada de Microsoft. Aquesta versió inclou els antics efectes i transicions, i és bàsicament el mateix que el Windows Movie Maker 2.1, però sense la capacitat de capturar vídeo. La instal·lació requereix Windows Vista i només és per a ús en els equips en la versió accelerada de maquinari no es pot executar.
La versió de Windows Movie Maker de Windows Presentation Foundation (WPF) va ser també inclosa en algunes versions de Windows "Longhorn" (ara Windows Vista), però va ser eliminat en el restabliment de desenvolupament a l'agost de 2004.

### Windows Live
La nova versió del programari, rebatejat com a Windows Live Movie Maker 2009 va ser llançat com a beta el 17 de setembre de 2008, i oficialment llançat com un producte independent a través de la suite Windows Live Essentials, el 19 d'agost de 2009. Aquest va ser efectivament el programari completament nou, ja que ja no es poden llegir els projectes creats amb versions anteriors i no és compatible amb transicions XML personalitzades escrits per a les versions anteriors. A més, es van eliminar un gran nombre de característiques.
Interfície de Movie Maker va ser redissenyat per utilitzar la barra d'eines de la cinta similar a l'Office 2007, i també característiques addicionals, com ara "AutoMovie" i la capacitat d'exportar els vídeos directament a DVD i YouTube. Certes característiques avançades van ser increïblement eliminades del programari, com ara l'estabilització d'imatge, croma, i la possibilitat de gravar veu en off. Movie Maker 2009 funcionava tant en Windows Vista i Windows 7; la versió anterior de Windows Movie Maker ja no s'inclou amb el sistema operatiu, l'única manera d'obtenir informació Movie Maker a Windows 7 i més tard va ser a través de la suite Windows Live Essentials.
Una versió actualitzada, Windows Live Movie Maker 2011 va ser posada en llibertat el 17 d'agost de 2010, l'addició de captura de webcam, suport per a vídeo d'alta definició, la possibilitat de pujar vídeos directament a Facebook i OneDrive, i la possibilitat d'afegir fitxers multimèdia emmagatzemats en xarxa accions a projectes.

### 2012
Amb la interrupció de la marca Windows Live (i el canvi de marca de la suite Windows Live a Windows Essentials), Windows Movie Maker 2012 va ser posat en llibertat a l'abril de 2012. Suport a la veu en off d'enregistrament va ser restaurada, juntament amb un mesclador d'àudio i la integració amb diversos serveis gratuïts d'estoc músic
. H.264/MP4 Es va convertir en el format d'exportació per defecte (substitució de Windows Media Video), suport per pujar a Vimeo va ser introduït, i accelerada per maquinari estabilització de vídeo era la una característica exclusiva per a usuaris de Windows 8.

### 2013
Una app de Windows 8.1 amb capacitat bàsica d'edició, transicions i música, però sense les avançades capacitats en font externes del Movie Maker original. Els vídeos generats per aquesta App estan limitats a 60 segons.

## Característiques i disseny

Windows Movie Maker 2.6 a Windows Vista.

El disseny consisteix en una vista de guió gràfic i una vista cronològica, per organitzar col·leccions de vídeo importat, i un panell de vista prèvia. Quan en vista de guió gràfic, el projecte de vídeo apareix com una tira de pel·lícula que mostra cada escena de clips. El guió gràfic/escala de temps consisteix en un 'Vídeo' (amb l'acompanyament de la barra "Àudio"), una barra 'Música/Àudio', i una barra 'Títols/Crèdits'. A cada barra, clips de vídeo es poden afegir per a l'edició (per exemple, un arxiu de música WAV. Pertanyerà a la barra de "Música / Àudio '). Les imatges fixes també poden ser importats en la línia de temps i "estiren" a qualsevol nombre de fotogrames desitjat. Musicals i de vídeo / bars d'àudio poden ser de "tall" a qualsevol nombre de segments curts, que jugarà a la perfecció, però els segments individuals s'aïllen d'edició-savi, de manera que per exemple, el volum de la música es pot baixar per a uns pocs segons mentre algú està parlant.

### Importar fitxers
En importar material d'arxiu en el programa, l'usuari pot optar per la captura de vídeo (a partir de la càmera, escàner o un altre dispositiu) o Importa en col·leccions per importar arxius de vídeo existents a les col·leccions de l'usuari. Els formats acceptats per a la importació són. .WMV/.ASF, .MPG (MPEG-1), .AVI (DV-AVI), .WMA, .WAV, i .MP3. A més, les edicions Home Premium i Ultimate de Windows Vista de suport Movie Maker importen en formats MPEG-2 Program streams i DVR-MS. Importació d'altres formats de contenidor com MP4/3GP, FLV and MOV, MIDI, AIFF, AAC and SWF no són compatibles, encara que s'instal·lin els descodificadors DirectShow necessaris.
En la versió de Windows XP, la importació i la captura en temps real de vídeo d'una font analògica, com un reproductor de vídeo, càmera de vídeo analògica en cinta o càmera web és possible. Aquesta funció es basa en imatges de Windows. El suport de vídeo en Windows Image Acquisition va ser eliminat en Windows Vista, com a resultat d'importar material d'arxiu analògic a Windows Movie Maker ja no és possible.

Quan les importacions procedents d'una cinta DV, si se selecciona l'opció "Crear clips en acabar", automàticament assenyala el començament de cada escena, de manera que aparegui la cinta a la pantalla d'edició d'una col·lecció de vídeos curts, en lloc d'un llarg de Windows Movie Maker gravació. És a dir, en cada punt on s'ha premut el botó "Gravar", es genera un nou "clip", tot i que la gravació real al disc dur segueix sent un arxiu continu. Aquesta funció també s'ofereix després de la importació d'arxius que ja estan en el disc dur. En la versió de Windows Vista, l'opció de "Fer clips a la finalització" s'ha eliminat - els clips es creen ara de forma automàtica durant el procés de captura.
L'eficiència del procés d'importació i edició depèn en gran manera de la quantitat de fragmentació d'arxius del disc dur. Els resultats més fiables es poden obtenir mitjançant l'addició d'un disc dur addicional dedicada per a espai del no-res, i regularment re-formatting/defragmenting que, en comptes d'eliminar els arxius al final del projecte. Arxius AVI fragmentats com a resultat la reproducció desigual a la pantalla d'edició, i fan que el procés de renderitzat final molt més temps.
Encara que és possible importar vídeo des de càmeres digitals a través de la interfície USB, la majoria de càmeres de major edat només són compatibles amb la versió USB 1 i els resultats tendeixen a ser pobres - "sub VHS" - qualitat. Les noves càmeres que utilitzen USB 2.0 donen resultats molt millors. Una càmera d'interfície FireWire permet la gravació i reproducció d'imatges idèntiques en qualitat als enregistraments originals si el vídeo s'importa i posteriorment guardar com arxius AVI DV, encara que això consumeix espai en disc en al voltant d'1 gigabyte cada cinc minuts (12 GB/Hr). D'altra banda, la majoria de les càmeres DV permeten l'arxiu AVI final que es va registrar de nou en la cinta de la càmera per a la reproducció d'alta qualitat. Algunes gravadores de DVD independents també accepten directament entrades DV de les càmeres de vídeo i ordinadors.

### Edició i format de sortida
Després de la captura, qualsevol clip es pot arrossegar i deixar anar en qualsevol lloc de la línia de temps. Un cop a la línia de temps, els clips es poden duplicar, dividir, canviar de posició o editat. Una característica AutoMovie ofereix edició d'estils predefinits (títols, efectes i transicions) per a la creació ràpida de pel·lícules.
L'arxiu original de la càmera al disc dur no es modifica. L'arxiu de projecte és només una llista d'instruccions per reproduir una final sortida d'arxiu de vídeo de l'arxiu original. Per tant, diferents versions del mateix vídeo es pot al mateix temps fer de la filmació de les càmeres originals.
Windows Movie Maker només pot exportar vídeo de Windows Media Video o format DV AVI. S'inclouen alguns perfils predefinits, però els usuaris també poden crear perfils personalitzats. Windows XP Media Center Edition incloïa el motor Sonic DVD Burning, amb llicència de Sonic Solutions, permetent als seus usuaris gravar en un format DVD-Video en un DVD. A Windows Vista, es reemplaça pel programa Windows DVD Maker.
Windows Movie Maker 2012 introduir la possibilitat d'exportar a defecte en format H.264 MP4.
El vídeo es pot exportar de nou a la càmera de vídeo si és compatible amb la càmera. Movie Maker també permet als usuaris publicar un vídeo acabat en llocs web d'allotjament de vídeo amb el nom facilitat per l'usuari.
Windows Movie Maker també pot ser utilitzat per editar i publicar les pistes d'àudio. Si no hi ha vídeo o la imatge està present, Movie Maker permet exportar els clips de so en format Windows Media Audio.

### Efectes i transicions
Windows Movie Maker és compatible amb una gran varietat de títols, efectes i transicions.
- Títols són pantalles de text animades, que normalment es col·loquen al començament o al final de la pel·lícula, però també es poden col·locar sobre els clips de vídeo. Els títols i els crèdits poden ser afegits com estan títols sols o superposar ells en el clip mitjançant la seva inclusió en el clip seleccionat. Títols van des de títols estàtics (no animats) per volar a, decoloració, notícies bandera, o girar les animacions dels diaris. També es poden col·locar en els clips de vídeo per crear subtítols.
- Transicions afecten com un clip de vídeo desemboca en una altra. Els exemples inclouen la decoloració i es dissolen, però moltes més transicions estan disponibles.
- Efectes alteren com apareix un clip de vídeo. Els exemples inclouen que permet el control de brillantor, contrast o to, però altres efectes més dramàtics estan disponibles, com ara donar un "temps vell" parpelleig sensació en blanc i negre.

Les versions 2.x de Windows XP inclou 60 transicions, 37 efectes, 34 títols i 9 animacions de crèditss. La versió per a Windows Vista inclou un conjunt diferent de transicions, efectes i títols / crèdits animacions mentre deixa anar un parell dels més vells. Hi ha en els 49 efectes i 63 transicions. S'apliquen mitjançant una interfície d'arrossegar i deixar anar des de les carpetes d'efectes o transicions.
Les primeres versions (V2 en endavant) de Windows Movie Maker tenen una interfície flexible per a la programació d'efectes personalitzats i altres continguts fos possible a través de XML. La versió de Windows Vista és compatible amb els efectes basats en Direct3D. Microsoft també proporciona documentació del SDK d'efectes i transicions personalitzades. Atès que els efectes estan basats en XML, els usuaris poden crear i afegir efectes personalitzats i les transicions del seu propi coneixement amb XML.
Moltes transicions personalitzades estaven disponibles al mercat i van crear característiques addicionals tals com la imatge-en-imatge.
Windows Movie Maker V6 no és compatible amb personalitzacions d'efectes i transicions en la mateixa forma que V2.xy tantes personalitzacions haver de ser reescrit. Versions posteriors V6 no són compatibles amb transicions i efectes personalitzats en absolut.

## Recepció
Movie Maker 1.0, introduït amb Windows Me, va ser àmpliament criticat per ser "un esquelet" i el sofriment "una lamentable manca de característiques", i guardar pel·lícules només en format d'arxiu ASF de Microsoft. Recepció de la crítica en les versions 2.0 i 2.6 ha estat lleugerament més positives, encara que es critica la lentitud en la conversió de format .MSWMM de projecte de Movie Maker a un fitxer de vídeo, els errors i els bloquejos.
Molts usuaris de llarga data es van sentir decebuts per l'eliminació de les tantes característiques en l'efectiu re-escriptura del programari de Live Movie Maker 2009. Algunes d'aquestes característiques (com la visualització dels nivells d'àudio), han estat posteriorment tornar a afegir.
El juny de 2008, un memoràndum suposadament per Bill Gates entre gener de 2003 es va distribuir a través d'Internet en què va criticar fortament el procés de descàrrega de Movie Maker en el moment. El memoràndum va ser fet originalment disponible en línia com a part de les proves dels demandants en Comes vs. Microsoft, una demanda col·lectiva antimonopoli, i es va presentar com a prova en aquest cas el 16 de gener de 2007.